# 这间教室被不回家社占领了
《這間教室被不回家社占領了》是由冈崎登创作、Peco（ぺこ）负责繪製插画的轻小说作品。2011年11月开始从MF文庫J出版，2013年7月已经出版全8卷。
於《月刊Comic Alive》2012年9月號至2013年6月號雜誌連載《這間教室被不回家社占領了》漫畫版，出版單行本全2卷。2012年8月2日，BOOST ON发售本作改編PSP游戏《这间教室被不回家社占领了。便携版 夏日学园大战篇。》，并于2012年10月4日发售第二款《这间教室被不回家社占领了。便携版 学园Dog Year篇》。

## 故事简介
戀妹狂的高中生柊木夕也為了拿回遺忘在學校的手機，偶然發現青梅竹馬木瀧戀子與轉學生櫻江櫻桃住宿在學校的事實，戀子為了成為死靈法師而在學校挖掘屍體，櫻桃則是為了實現與遠方朋友的約定，而以學校為地盤。可是無巧不巧，這件事卻被學生會長秋月琴音所發現，並禁止他們晚上在學校逗留。而為了能在晚上留在學校，夕也等三人遂決定成立「不回家社」，但卻受到琴音的學生會所阻擾，究竟他們能否對抗學生會，順利成為正式社團呢？

## 登场角色
※除非特別標明，否則聲優是遊戲及廣播劇CD共通。

### 不回家社
柊木夕也（聲：井口祐一（廣播劇CD））
本作男主角，高中二年级。“单纯”宠爱妹妹的妹控（!?），擅长料理。
樱江樱桃（声：下田麻美）
谜一般的少女。就读高中二年级，贫乳，经常挂在嘴边的口头禅是“啊呜”，不懂得人类的各种习俗，习得狼性。自己得意的武器是匕首，不过也有令人喜爱的一面。
开学的时候，没有与班上任何一个人搭上话，夕也也屡次受到拒绝，在经过一次意外闯入校园事件之后，渐渐地熟悉了夕也和恋子，称呼他们是“兽群”。
木泷恋子（声：堀江由衣）
夕也的青梅竹马，高中一年级。短马尾发型，有时会穿有一件漆黑的外衣。被“祖母”称赞为百年一遇的奇才，自认为非常适合当“死灵法师”，有成为冥府女王的可能。只是心里十分害怕鬼怪。
小时候，称呼夕也为“哥哥”，在长大之后就没有再叫这种说法了。尽管如此，心底上仍一直在意夕也。
秋月琴音（声：水桥香织）
夕也的表姐，高中二年级。学生会会长，秋月学园理事长的孙女。巨乳，成绩也是名列前茅。
柊木耶宵（声：小倉唯）
夕也的妹妹，初中三年级。十分受到哥哥夕也的溺爱。
故事起点中跟随夕也的妈妈一起去寻找工作中的父亲。
志志谷左京（声：伊藤静）
“武装风纪委员部队”一号队队长兼学生会书记，高中二年级。与“志志谷右京”是一對双胞胎。
志志谷右京（声：斋藤千和）
“武装风纪委员部队”成员之一。与“志志谷左京”是一對双胞胎。
土御門沙月
夕也的後輩，出身於陰陽師家系的少女。生來魔力就很弱而且無法使用魔法。

### 學校相關
桐谷雅纪
夕也的同学兼从初中以来认识的死党。在学校里總是受到女孩欢迎的优等生。萝莉控。
一之瀨先生
女性教師，夕也的班主任。

## 出版书籍

### 輕小說
| 集數 | Media Factory  | Media Factory          | 東立出版社    | 東立出版社             |
| 集數 | 初版發售日期   | ISBN                   | 初版發售日期  | ISBN                   |
| ---- | -------------- | ---------------------- | ------------- | ---------------------- |
| 1    | 2011年5月25日  | ISBN 978-4-8401-3924-3 | 2012年3月15日 | ISBN 978-986-10-9490-8 |
| 2    | 2011年8月25日  | ISBN 978-4-8401-4000-3 | 2012年6月14日 | ISBN 978-986-31-7116-4 |
| 3    | 2011年11月25日 | ISBN 978-4-8401-4301-1 | 2012年8月16日 | ISBN 978-986-31-7632-9 |
| 4    | 2012年3月23日  | ISBN 978-4-8401-4531-2 | 2012年10月8日 | ISBN 978-986-324-047-1 |
| 5    | 2012年7月25日  | ISBN 978-4-8401-4642-5 | 2012年12月3日 | ISBN 978-986-324-462-2 |
| 6    | 2012年12月25日 | ISBN 978-4-8401-4938-9 | 2013年7月11日 | ISBN 978-986-332-937-4 |
| 7    | 2013年3月25日  | ISBN 978-4-8401-5139-9 | 2014年2月17日 | ISBN 978-986-348-263-5 |
| 8    | 2013年7月25日  | ISBN 978-4-8401-5245-7 | 2014年7月7日  | ISBN 978-986-365-251-9 |

### 漫畫
| 集數 | Media Factory  | Media Factory          | 尖端出版      | 尖端出版             |
| 集數 | 初版發售日期   | ISBN                   | 初版發售日期  | EAN                  |
| ---- | -------------- | ---------------------- | ------------- | -------------------- |
| 1    | 2012年12月22日 | ISBN 978-4-8401-4769-9 | 2014年5月29日 | EAN 471-7702-25613-5 |
| 2    | 2013年7月23日  | ISBN 978-4-8401-5083-5 | 2014年5月29日 | EAN 471-7702-26061-3 |

## 广播剧CD
广播剧CD《这间教室被不回家社占领了》（日语：ドラマCD「この部室は帰宅しない部が占拠しました。」）
2012年5月28日发售，附加特制袋子和声优采访小册子。
出演：下田麻美、堀江由衣、水桥香织、小倉唯、井口祐一（扮演柊木夕也）

## 延伸閱讀
- 歸宅部